# Paroisse de Dufferin
Pour les articles homonymes, voir Dufferin.
La paroisse de Dufferin est à la fois une paroisse civile et un ancien district de services locaux (DSL) canadien du comté de Charlotte, située au sud-ouest du Nouveau-Brunswick. Dans le cadre de la réforme de la gouvernance locale du 1er janvier 2023, le DSL a été annexé à la ville de Saint-Stephen.

## Toponyme

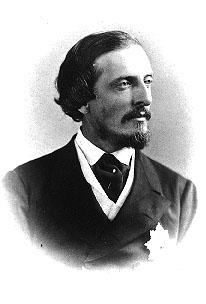
Le marquis de Dufferin et d'Ava.

La paroisse de Dufferin est nommée ainsi en l'honneur de Frederick Temple Blackwood, marquis de Dufferin et d'Ava (1826-1902), gouverneur général du Canada de 1872 à 1878.

## Géographie

### Situation
La paroisse de Dufferin est située dans le sud-ouest du comté de Charlotte, à 110 kilomètres de route à l'ouest de Saint-Jean et à 128 km au sud-ouest de Fredericton. La paroisse est bordée au sud par le fleuve Sainte-Croix ainsi qu'au nord et à l'est par la baie Oak. L'état américain du Maine se trouve au-delà du fleuve.
La paroisse de Dufferin est limitrophe de Dennis-Weston à l'ouest et de la paroisse de Saint-David au nord. Elle partage également une frontière avec la ville de Saint-Stephen au sud-ouest, par la rivière Dennis. De plus, la ville américaine de Calais se trouve au sud, au-delà du fleuve, alors que Bayside s'élève à l'est, au-delà de la baie Oak. Outre Saint-Stephen, les villes les plus proches sont Saint-Andrews à 29 km au sud-est et Saint-George à 39 km à l'est.

### Hameaux et lieux-dits
La paroisse comprend les hameaux de Champlain, Crocker Hill et The Ledge.

## Histoire
La paroisse est colonisée en 1784 par une partie de l'Association des Loyalistes de Penobscot. Au plus fort de l'exploitation forestière, entre 1830 et 1850, un village important et un port destiné à l'exportation du bois d'œuvre se développe à The Ledge. Le village est presque abandonné au début du XXe siècle. La municipalité du comté de Charlotte est dissoute en 1966. La paroisse de Dufferin devient un district de services locaux en 1967.

## Démographie
(juillet 2016).
D'après le recensement de Statistique Canada, il y avait 548 habitants en 2001, comparativement à 451 en 1996, soit une hausse de 21,5 %. La paroisse compte 235 logements privés, a une superficie de 12,40 km2 et une densité de population de 44,2 habitants par kilomètre carré.
| 2001 | 2006 | 2011 | 2016 |
| ---- | ---- | ---- | ---- |
| 548  | 535  | 573  | 573  |

## Économie
Entreprise Charlotte, membre du Réseau Entreprise, a la responsabilité du développement économique.

## Administration

### Commission de services régionaux
La paroisse de Dufferin fait partie de la Région 10, une commission de services régionaux (CSR) devant commencer officiellement ses activités le 1er janvier 2013. Contrairement aux municipalités, les DSL sont représentés au conseil par un nombre de représentants proportionnel à leur population et leur assiette fiscale. Ces représentants sont élus par les présidents des DSL mais sont nommés par le gouvernement s'il n'y a pas assez de présidents en fonction. Les services obligatoirement offerts par les CSR sont l'aménagement régional, l'aménagement local dans le cas des DSL, la gestion des déchets solides, la planification des mesures d'urgence ainsi que la collaboration en matière de services de police, la planification et le partage des coûts des infrastructures régionales de sport, de loisirs et de culture; d'autres services pourraient s'ajouter à cette liste.

### Comité consultatif
En tant que district de services locaux, Dufferin est administré directement par le Ministère des Gouvernements locaux du Nouveau-Brunswick, secondé par un comité consultatif élu composé de cinq membres dont un président. Il n'y a actuellement aucun comité consultatif.

### Représentation et tendances politiques
Nouveau-Brunswick: Dufferin fait partie de la circonscription provinciale de Charlotte-Campobello, qui est représentée à l'Assemblée législative du Nouveau-Brunswick par Curtis Malloch, du Parti progressiste-conservateur. Il fut élu en 2010.
 Canada: Dufferin fait partie de la circonscription électorale fédérale de Nouveau-Brunswick-Sud-Ouest, qui est représentée à la Chambre des communes du Canada par Gregory Francis Thompson, ministre des Anciens Combattants et membre du Parti conservateur. Il fut élu lors de la 40e élection fédérale, en 1988, défait en 1993 puis réélu à chaque fois depuis 1997.

## Vivre dans la paroisse de Dufferin
Il n'y a aucune école francophone dans le comté, les plus proches étant à Saint-Jean ou Fredericton. Les établissements d'enseignement supérieurs les plus proches sont quant à eux situés dans le Grand Moncton.
Le bureau de poste et le détachement de la Gendarmerie royale du Canada les plus proches sont à Saint-Stephen.
Les anglophones bénéficient du quotidien Telegraph-Journal, publié à Saint-Jean, et de l'hebdomadaire Saint Croix Courier, publié à Saint-Stephen. Les francophones ont accès par abonnement au quotidien L'Acadie nouvelle, publié à Caraquet, ainsi qu'à l'hebdomadaire L'Étoile, de Dieppe.